# Luis María Díez Merino
Luis María Díez Merino (Logroño, 1955) es un escritor español.

## Biografía
Luis M.ª Díez Merino nació en Fuenmayor (La Rioja) el 20 de enero de 1955. Es diplomado por la Escuela Universitaria de Enfermería de La Rioja, después de haber estudiado -sin completar- Historia, Filosofía y Filología; actualmente desempeña su trabajo en el Sistema Público de Salud de La Rioja 'Rioja Salud'. Anteriormente regentó la Librería Continental y un bar en los sótanos del Paseo del Espolón de Logroño del mismo nombre.
Su estilo característico recuerda al 'boom' hispanoamericano y a pesar de su poca obra publicada cuenta con numerosos premios en certámenes literarios. Ha colaborado en publicaciones culturales como el extinto suplemento del Diario La Rioja Ventana cultural y ha intervenido en el ciclo Seminario Presencias Literarias en la Universidad de La Rioja (2008).
Ha publicado la novela Las medias verdades (2006), con la que ganó el XX Premio de Narración De Buena Fuente en 2005, y su obra narrativa ha sido publicada en las antologías El tren de los desterrados y otros relatos (1987), y Cuerpo y alma (2006), así como en el libro colectivo Las musas de Rorschach (Editorial Buscarini, 2008) con el relato 'Los motivos de Rozman'.
Su última novela, El asesino perfecto. Un caso para don Poncio Milestone (Editorial Buscarini, 2011), regresa al territorio imaginado de Reisburgo, en el que se ambientaba Las medias verdades, y personajes como el intrigante Poncio Milestone, el diputado Leopoldo Hinojosa Chaves, el doctor Robayna o el periodista Vílchez.

## Obra
- Las medias verdades (2006)[2]
- Las musas de Rorschach (2008)[3]
- El asesino perfecto (2011)[4]

### Premios
- XX Premio de Narración 'De Buena Fuente' (ganador, 2005)[5]
- XIII Certamen de Cuentos 'Lope García de Salazar del Ayuntamiento de Musques (ganador)
- XI Concurso de Narración Breve 'Antonio Machado' (finalista 2005)[6]
- VII Premio Internacional de Relato Breve Alfonso Martínez Mena (ganador, 2007)[7]
- XXIX Concurso de Novela 'Felipe Trigo' (finalista 2007)[8]